# Pyrinia apriata
Pyrinia apriata är en fjärilsart som beskrevs av Felder och Alois Friedrich Rogenhofer 1875. Pyrinia apriata ingår i släktet Pyrinia och familjen mätare. Inga underarter finns listade.